# Lawrence Wetherby
Lawrence Winchester Wetherby (Middletown, Kentucky, Estados Unidos, 2 de enero de 1908-Frankfort, Kentucky, Estados Unidos, 27 de marzo de 1994) fue un político estadounidense, que ejerció los cargos de gobernador y vicegobernador de Kentucky. Siendo el único gobernador del estado nacido en el Condado de Jefferson, pese a que Louisville sea la sede del condado, es la ciudad más popular.
Después de graduarse de la Universidad de Louisville, Wetherby estuvo en varias oficinas menores del sistema judicial en el Condado de Jefferson antes de ser gobernador encargado (suplente) elegido en 1947. Fue apodado como el primer "vicegobernador laborable" de Kentucky, porque el gobernador Earle C. Clements le pidió realizar tareas más allá de su responsabilidad constitucional para presidir el Senado del estado, como era preparar el presupuesto estatal y atender la Conferencia de Gobernadores del Sur. En 1950, Clements dimitió para asumir un escaño en el Senado de los Estados Unidos, erigiendo a Wetherby como gobernador. Wetherby ganó atención de inmediato al llamar a una sesión legislativa especial para el aumento del financiamiento de la educación y beneficios de gobierno del superávit de presupuesto del estado. En 1951, ganó el plazo completo de cuatro años como gobernador; durante su mandato, continuo y expandió muchos de los programas de Clements, incluyendo la construcción de carreteras ampliadas y la diversificación industrial. Apoyo al Tribunal Supremo en 1954 cuando estuvo en contra de la segregación por el Caso Brown contra Consejo de Educación y nombró una comisión birracial para upervisar una integración exitosa en las escuelas del estado. Como parte de la Conferencia de Gobernadores del Sur, en 1954 y 1955, animó a otros gobernadores del sur para aceptar e implementar la antisegregación.
Restringido por un período redactado en la constitución estatal, Wetherby apoyó a Bert T. Combs para ser su sucesor, pero Combs perdió en las votaciones primarias democráticas contra Albert Benjamin "Happy" Chandler, un antiguo gobernador y faccionario, adversario de Wetherby y Clements. El fracaso de Chandler en apoyar a Wetherby en 1956, fue una oferta para tener éxito para el demócrata Alben Barkley en el Senado, lo que contribuyó a su pérdida contra él Republicano John Sherman Cooper de 1964 a 1966, Wetherby se adujo en una comisión encargada de revisar la constitución estatal, y en 1966 fue elegido para el Senado de Kentucky, donde proporcionó el liderazgo para redactar el presupuesto estatal. Siguiente a esto, se retiró de las políticas y sirvió como asesor para Ingeniería de Brighton. Murió el 27 de marzo de 1994 por complicaciones de una cadera rota y fue enterrado en el Cementerio de Frankfort en Frankfort, Kentucky.

## Primeros años y carrera
Lawrence Wetherby nació el 2 de enero de 1908 en Middletown, Kentucky. Su abuelo fue un cirujano en el Ejército de Unión durante la Guerra Civil. Su padre era también médico y agricultor, y durante sus años de niñez, Wetherby trabajó en la granja familiar.
Después de graduarse de la secundaria en la Ancorage High School, Wetherby se inscribió en el pre-programa de Derecho en la Universidad de Louisville. Él era un “Letterman” en el equipo de fútbol en 1927 y 1928 y también jugó de segunda base con el equipo de béisbol en 1928 y 1929. Más adelante ingresaría en el Salón de la Fama de la Universidad Atlética. En 1929, obtuvo el título de licenciado en Derecho y comenzó a trabajar para el juez Henry Tilford, de quien seguiría siendo socio hasta 1950. El 24 de abril de 1930, se casó con Helen Dwyer, con la que tuvo tres hijos.
Gracias a la influencia de su padre, Wetherby se interesó en la política local en una edad temprana. La nominación para el Consejo Escolar le fascino, y se alió con una facción del partido democráta del Condado de Jefferson liderado por Leland Taylor y Ben Ewing. Cuando Ewing fue elegido juez del Condado en 1933, nombró s Wetherby abogado a tiempo parcial para el Tribunal de menores del Condado de Jefferson. El llevó a cabo esta posición a través de 1937, luego regresó a ella en 1942 y 1943. En marzo de 1943, fue nombrado primer Comisario de prueba de la corte juvenil.

## Vicegobernador de Kentucky
Wetherby fue elegido como presidente del 34.º Distrito Legislativo del Comité Democrático en 1943 y mantuvo el puesto a través de 1956. En marzo de 1947, despiden comisario de prueba del tribunal juvenil para postularse como vicegobernador. El más fuerte de sus cuatro adversarios en las votaciones primarias democráticas era Bill May, el sobrino del Representante de Estados Unidos Andrew J. May. May había buscado el soporte del candidato gubernamental Earle C. Clements, pero Clements rechazó, posiblemente porque May como congresista era un aliado de Clements, el adversario político de John Y. Brown. Wetherby también fue incapaz de asegurar la aprobación pública de Clements', pero ganó las primarias y derrotó al Republicano Orville M. Howard por encima de más de 95 000 votos.
A pesar de que Clements' se negaba a apoyar a Wetherby en las primarias, los dos estuvieron de acuerdo con sus horarios y lugares legislativos y lograron trabajar juntos. Algunos observadores llamaron a Wetherby el primer "vicegobernador" laborable de Kentucky. Los vicegobernadores anteriores eran de poco más allá de sus mandatos constitucionales al deber de presidir sobre el Senado de Kentucky, pero durante la administración Clements', Wetherby estuvo encargado de preparar un presupuesto estatal, presidiendo sobre la Comisión de Búsqueda Legislativa, dirigiendo sus visitas a la cámara estatal de comercio, y atendiendo la Conferencia de Gobernadores del Sur. Clements también instaló a Wetherby como secretario ejecutivo del Comité Central Democrático Estatal, el cual permitió a Wetherby hacer muchos contactos políticos importantes.

## Gobernador de Kentucky
En noviembre de 1950, Clements dimitió para aceptar un puesto en el Senado de EE.UU., erigiendo a Wetherby como gobernador. Uno de sus primeras acciones fue llamar una sesión legislativa especial a convocada para el 6 de marzo de 1951, para destinar al estado $10 millones de presupuesto superávit. Entre los gastos que se aprobaron en la sesión especial era aumentos para los salarios de profesores y beneficios estatales para los más necesitados y los empleados del gobierno. La popularidad de Wetherby se disparó a raíz de esa sesión, y consideró seriamente optar por un escaño en el Senado, por la muerte de Virgil Chapman en 1951. En cambio, después de hablar con Clements y otros dirigentes del partido democrático, decidió completar su periodo, de cuatro años como gobernador.

### Elección de 1951
Entre los potenciales candidatos para los nominados a la gubernatura del partido democrático en 1951, el gobernador anterior era A. B. " Happy" Chandler, quien estuvo a punto de ser librado de sus funciones de comisionado de béisbol. Chandler y Clements eran enemigos políticos, y la posibilidad de que Chandler proporcionara la candidatura a Clements de una facción del partido democrático con el ímpetu de unir Wetherby, para impedir que Chandler ganara una nominación. Finalmente, Chandler no buscó la nominación y, a pesar de implicar que Clements controló Wetherby, Chandler apoyó a Wetherby, respaldándolo el 15 de mayo de 1951. Wetherby tuvo pocos problemas para derrotar a Howell Vincent y Jesse Cecil en las primarias para la gubernatura del partido democrático, encuestando la mayoría más grande que nunca se habían logrado en unas votaciones primarias en la historia de Kentucky.

### Administración
Temprano en gestión de Wetherby, los ingresos del estado estuvieron encarecidos por la Guerra de Corea. Adoptó un sistema de reparto programado por el estado, se vio forzado a aumentar los ingresos fiscales después de la guerra. Subió la imposición sobre el tabaco, bebidas alcohólicas y apuestas en carreras de caballos, pero fue incapaz de convencer a la Asamblea General para adoptar un impuestos sobre las ventas.
Debido al fallecimiento de tres familiares cercanos de Wetherby en accidentes automovilísticos, en carreteras del estado, se convirtió en una de sus prioridades la mejora de la red de carreteras.
Con los ingresos derivados de un impuesto sobre la gasolina, de dos centavos por galón, que había sido establecida por la administración de Clements, Wetherby emprendió, durante su administración, la construcción, reparación y rehabilitación de casi 9.700 kilómetros de carreteras. La más importante de estas reeconstrucciones fue la primera carretera con peaje del estado — la Autopista de peaje de Kentucky — conexión con Louisville y Elizabethtown. Animó al Presidente Dwight D. Eisenhower a la construcción de una carretera federal con peaje que se conecta los Grandes Lagos y el Golfo de México. Otros líderes políticos se unieron a él, para convencer al presidente Eisenhower para construir un sistema interestatal de autopistas. La mejora de carreteras atrajeron mayor turismo, Wetherby apoyado por el aumento del financiamiento del sistema de parques estatales y agregar el “Breaks Interstate Park”, un parque nuevo propiedad conjunta Kentucky y Virginia. Wetherby también trajo la atención nacional a Kentucky, como primer estado de caza y pesca realizando sus propias excursiones deportivas personales en el estado.
Wetherby intentó diversificar la industria en Kentucky, para equilibrar la economía del estado, que era principalmente agraria. Amplió la agricultura y la Junta de Desarrollo Industrial y recorrió varios terrenos encuestando para reconocer cuales sitios eran potencialmente industriales. Él animó al desarrollo de los aeropuertos modernos en el estado, apoyó a la canalización del Big Sandy River y a la mejora de la cerraduras y presas en el río de Kentucky. Continuó personalmente a dar las visitas guiadas por la cámara de comercio del estado.
Entre las industrias que llegaron al estado durante su administración, las más relevantes fueron la General Electric Appliance Park en Louisville y la planta de difusión gaseosa de Paducah en Paducah|Paducah (Kentucky). En 1954, utilizó a la policía del estado para controlar la revuelta laboral en el centro de la ciudad y otras partes de los campos carbón occidentales. No era un peón de la industria, sin embargo: aseguró la aprobación de las primeras leyes del estado que regulan la minería a cielo abierto y acabó con el proyecto de ley de derecho al trabajo en 1954. Wetherby tampoco ignoro las necesidades de la agricultura. Bajo su programa “verde de los pastos”, se promulgaron medidas para diversificar la producción agrícola, y mejorar la producción de carne y fomentar la conservación de los suelos. Aseguró programas de control de inundación federal para las cuencas del Salt River, Liking River, Green River y los ríos Kentucky, para salvar valiosas tierras de cultivo. En 1952, Wetherby organizó un Consejo Agropecuario para consolidar el trabajo de la burocracia agrícola del estado. Supervisó la culminación de la feria estatal en Louisville, un proyecto iniciado por Clements, para visualizar la mejoría de los productos agrícolas del estado.
Mejorar la educación fue uno de los sellos de expresión de Wetherby como gobernador. En el transcurso de su administración, incrementó la financiación de la educación en 20 millones de dólares. Llamó para la creación de un cadena de televisión educativa e inició el programa estatal con el primer bibliobús, financiados con fondos públicos. Apoyó el programa de la Fundación del mínimo de 1954, una enmienda Constitucional del estado que permitió asignar a los distritos escolares basados en sus necesidades, en lugar de número de alumnos.
En 1954 y 1955, Wetherby ejerció como presidente de la Conferencia de Gobernadores del Sur e instó a los gobernadores sureños a implementar pacíficamente la eliminación de la segregación racial como había requerido la Corte Suprema en la decisión por el Caso Brown contra Consejo de Educación Fue uno de cinco gobernadores sureños que se negaron a firmar una integración opuesta de declaración. En Kentucky, designó un Consejo Asesor con ciudadanos Blancos y negros para supervisar la integración en las escuelas públicas, que fue lograda con poca acidez en comparación con otros Estados. Desegregación fue un tema donde Wetherby y su vicegobernador, Emerson "Doc" Beauchamp, discreparon, porque Beauchamp creyó que él podría suceder como gobernador a Wetherby, él abiertamente no se opuso las acciones de Wetherby.
Otros logros de Wetherby fueron la creación de un departamento de Salud Mental, y la construcción de quince hospitales y 30 centros de salud en todo el estado. En 1952, creó una autoridad para la juventud como punto central para la administración de los servicios a los delincuentes menores. Construyó nuevas prisiones de estado, modernizadas con sistemas de prueba y libertad condicional y estableció un sistema más ordenado de selección de jurados. También supervisó algunas medidas de reforma electoral, que incluían la provisión de fondos para comprar máquinas de votación en áreas donde se desea. No fue tan exitosa en el área de reforma gubernamental. Fracasó en su intento de enmendar la Constitución del estado para permitir que el gobernador alcanzara el éxito en la oficina (burocracia) por cuenta propia. No pudo ganar apoyo para un plan para consolidar algunos de Condados de Kentucky. En 1955, los votantes del estado aprobaron una enmienda constitucional que concedía el derecho de voto a los mayores de dieciocho años de edad, a pesar de las objeciones de Wetherby.

## Vida tardía y muerte
Después de su mandato como gobernador, Wetherby reanudaron su práctica de derecho privado. En 1956, el senador Alben Barkley muere inesperadamente de un ataque de corazón. En 1956, el senador Alben Barkley murió inesperadamente de un ataque al corazón. Su muerte significaba que el estado debía elegir dos senadores en 1956 — el período de Clements expiró y el escaño de Barkley estaba vacante. El presidente Eisenhower convencido por el exsenador y embajador John Sherman Cooper para ser el candidato del partido republicano para el escaño, esperando que el inmenso renombre de Cooper en el estado ayudaría a su propia propuesta para la reelección. La muerte de Barkley ocurrió tan tarde en el año que no hubo tiempo para elegir al candidato del partido para el asiento abierto en las votaciones primarias democrático. El comité estatal democrático eligió a Wetherby, a quién solamente le quedaban seis meses de su mandato como gobernador.
Después de esta derrota, Wetherby se trasladó al Condado de Franklin y aseguró un puesto en ingeniería de Brighton con la ayuda de su viejo rival, Bill May. De 1964 a 1966, fue escogido para una delegación encargada de revisar la Constitución del estado. En 1965, May respaldó a Wetherby en su campaña para el Senado Kentucky. Ganó las elecciones, derrotando al candidato favorecido por Chandler y fue elegido presidente de ese cuerpo a partir la 1966 a 1968. Fue tan eficaz en esta posición que el presupuesto del estado de 1966 fue debatido durante sólo diez días antes de pasar por una votación de 31 a 5, prácticamente la misma forma como fue escogido.
Después de sus servicios como senador estatal, Wetherby regresó a Ingeniería de Brighton, donde finalmente se convierte en el vicepresidente de la compañía. Muere 27 de marzo de 1994, por complicaciones de una cadera rota. Está enterrado en el Cementerio de Frankfort (Kentucky). El edificio de administración en Universidad Occidental de Kentucky y un gimnasio en Morehead, la universidad Estatal están nombrados en su honor.

## Lectura más a fondo
- Hardin, John Un. (1997). Cincuenta Años de Segregación: Educación Negra más Altaen Kentucky, 1904–1954.  La Prensa Universitaria de Kentucky. ISBN 0-8131-2024-1.  Datos recuperados el 3 de noviembre de 2009

- Datos: Q1439490
- Multimedia: Lawrence Wetherby / Q1439490